# Медаль «За спасённую жизнь» (Украина)
Медаль «За спасённую жизнь» (укр. Медаль «За врятоване життя») — государственная награда Украины, учреждённая указом Президента Украины от 10 апреля 2008 года.

## История награды
18 августа 2005 Президент Украины В. А. Ющенко указом № 1177/2005 постановил поддержать предложение Комиссии государственных наград и геральдики по учреждению ордена Свободы и «за спасение жизни человека», последний вручается за активную благотворительную, гуманитарную, героическую и другую деятельность в деле здравоохранения граждан. Комиссии государственных наград и геральдики было поручено провести в трёхмесячный срок всеукраинский конкурс по разработке проектов медали «За спасённую жизнь» и с учётом его результатов подать законопроект о внесении изменений в Закон Украины «О государственных наградах Украины».
10 апреля 2008 Верховная Рада Украины приняла Закон Украины № 258-VI «О внесении изменения в Закон Украины „О государственных наградах Украины“», которым были установлены новая государственная награда — медаль «За спасённую жизнь».
20 мая 2008 Указом Президента Украины В. А. Ющенко № 461/2008 утверждено положение о медали, включающий её описание.

## Положение
Награждение медалью «За спасённую жизнь» производится указом Президента Украины.
Представление к награждению медалью «За спасенную жизнь» и вручения этой медали производится в соответствии с «Порядком представления к награждению и вручению государственных наград Украины», утвержденного Указом Президента Украины от 19 февраля 2003 года № 138.
Медаль «За спасенную жизнь» носят на груди с левой стороны и при наличии в награжденного других государственных наград Украины размещают после медали «Защитнику Отечества».
Награждение медалью «За спасенную жизнь» может быть проведено посмертно.

## Описание
Медаль «За спасенную жизнь» изготавливается из серебра и имеет форму круга диаметром 32 мм. На лицевой стороне в центре медали содержится изображение двух рук, протянутых друг к другу, символизирующее спасение человека. Изображение помещено на фоне солнца с лучами, символизирующее спасенную жизнь человека. По окружности медали надпись «За спасенную жизнь». Изображение рук — позолоченное. Медаль имеет бортик. Все изображения и надписи рельефные. Лента медали имеет прямоугольную, вертикальную форму с высотой 45 мм и шириной 28 мм. Очерёдность расположения цветов на ленте: по бокам тонкая (3 мм), белая полоска, за ней следует подобная красная, средина заполнена белым. Колодка награды соответствует ленте по цвету. Высота колодки 12 мм, ширина 24 мм.

## Награждение медалью по годам
На период 2022 года произведено 258 награждений.
| 2008 | 2009 | 2010 | 2011 | 2012 | 2013 | 2014 | 2015 | 2016 | 2017 | 2020 | 2021 | 2022 | Всего |
| ---- | ---- | ---- | ---- | ---- | ---- | ---- | ---- | ---- | ---- | ---- | ---- | ---- | ----- |
| 31   | 38   | 37   | 19   | 19   | 15   | 4    | 21   | 20   | 1    | 3    | 11   | 39   | 258   |